# Saint-Quentin-de-Chalais

Saint-Quentin-de-Chalais este o comună în departamentul Charente, Franța. În 1 ianuarie 2022 avea o populație de 243 de locuitori.